# Jezioro Balewskie
Jezioro Balewskie – przepływowe jezioro rynnowe w Polsce, położone w województwie pomorskim, w powiecie sztumskim, w gminie Mikołajki Pomorskie, na obszarze Pojezierza Dzierzgońsko-Morąskiego.
Ogólna powierzchnia: 119,54 ha.